# Spondylus avramsingeri
Spondylus avramsingeri is een tweekleppigensoort uit de familie van de Spondylidae. De wetenschappelijke naam van de soort is voor het eerst geldig gepubliceerd in 2010 door Kovalis.